# 钱元弼
钱元弼（894年—？），杭州錢塘（今浙江杭州）人，是五代十國的吳越國文穆王钱元瓘的弟弟，武肃王钱镠的第十八子，母亲昭懿夫人陈氏。
文穆王钱元瓘开始设立秀州（今浙江省嘉兴市），以钱元弼为秀州刺史。钱元弼治理有方，用最课名一时。